# وضع جبل طارق

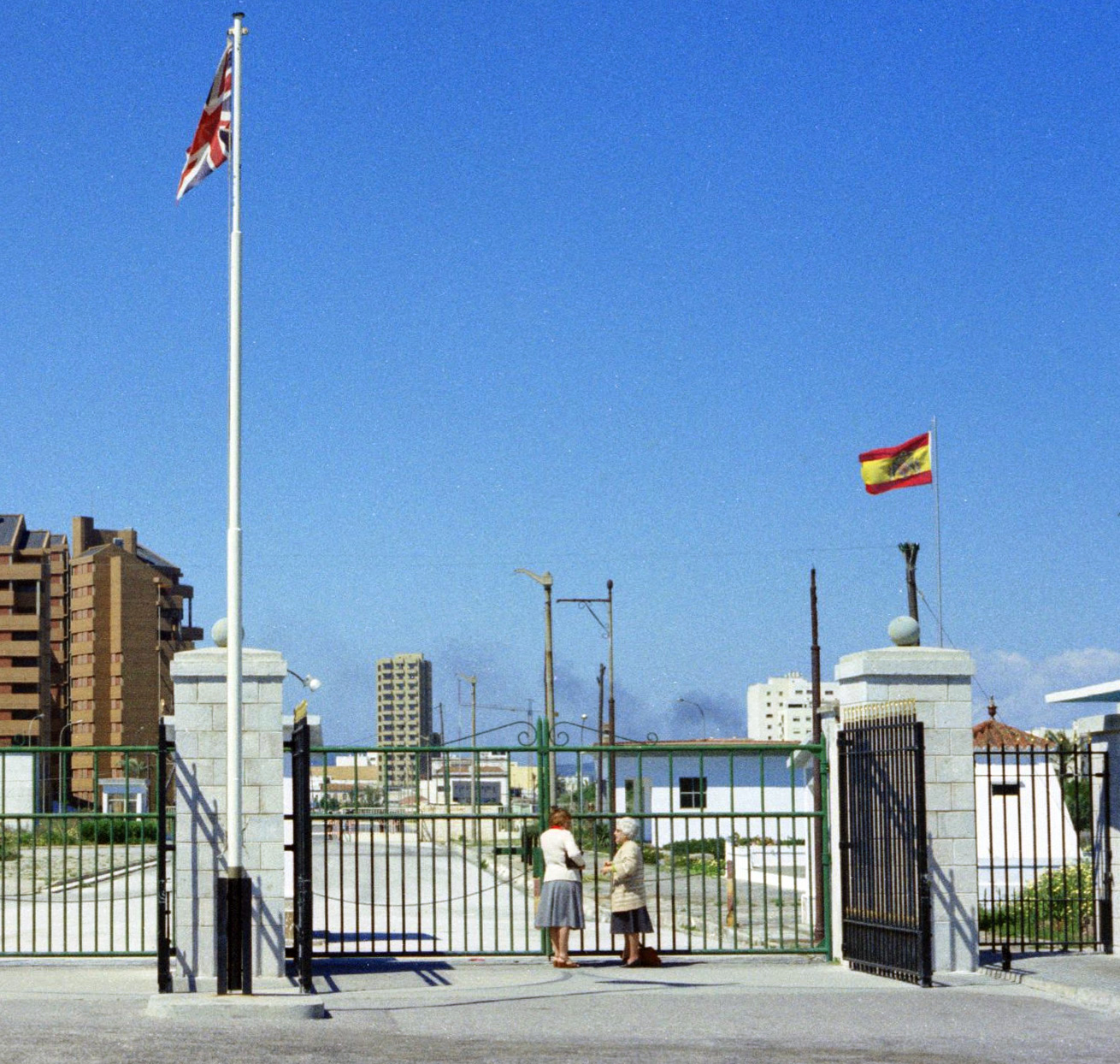

جبل طارق، أحد أقاليم ما وراء البحار البريطانية، يقع في الطرف الجنوبي لشبه الجزيرة الإيبيرية، وهو موضع مطالبة وحدوية إقليمية من قبل إسبانيا.
جرى الاستيلاء عليه في عام 1704 أثناء حرب الخلافة الإسبانية (1704-1714). تنازل التاج الإسباني بشكل رسمي عن الإقليم إلى الأبد لصالح التاج البريطاني في عام 1713، بموجب المادة العاشرة من معاهدة أوترخت. حاولت إسبانيا لاحقًا استعادة الإقليم خلال الحصار الثالث عشر(1727) والحصار الكبير(1779-1783). أُكد على سيادة السلطة البريطانية على جبل طارق في المعاهدات اللاحقة الموقعة في إشبيلية (1729) ومعاهدة باريس(1783).
أصبحت المطالبة باستعادة الإقليم سياسة حكومية في عهد الديكتاتور فرانثيسكو فرانكو وبقيت كذلك مع تعاقب الحكومات التي تلت انتقال إسبانيا إلى الديمقراطية. يرفض سكان جبل طارق أنفسهم أي مطالب من هذا القبيل ولا يدعم أي حزب غير سياسي أو جماعة ضغط في جبل طارق الوحدة مع إسبانيا. في استفتاء جرى عام 2002 رفض سكان جبل طارق اقتراح السيادة المشتركة الذي ينص على وصول إسبانيا وبريطانيا إلى «اتفاق واسع». ترفض الحكومة البريطانية حاليًا مناقشة موضوع السيادة دون موافقة سكان جبل طارق.
في عام 2000، وقع أعضاء برلمان جبل طارق إعلانًا سياسيًا للوحدة، وفقًا لحكومة جبل طارق، «بالخلاصة وضح الإعلان أن سكان جبل طارق لن يساوموا أبدًا، أو يستسلموا أو يقايضوا حقهم بالسيادة أو حقهم في تقرير مصيرهم، وأن جبل طارق تريد علاقات أوروبية جيدة وحسن جوار مع إسبانيا، وأنها ملك لشعبها وليست ملك إسبانيا حتى تطالب بها أو ملك بريطانيا حتى تتخلى عنها».
وتصر إسبانيا على اتفاق ثنائي مع بريطانيا على السيادة، في حين أن بريطانيا ستناقش السيادة فقط إذا كانت النقاشات تشمل جبل طارق.
يبين تقرير الأمم المتحدة لعام 2016 فهمهم لمواقف كل طرف من الأطراف. تحدد الأمم المتحدة جبل طارق حاليًا على أنه إقليم لا يتمتع بالحكم الذاتي.

## الاستيلاء جبل طارق ومعاهدة أوترخت

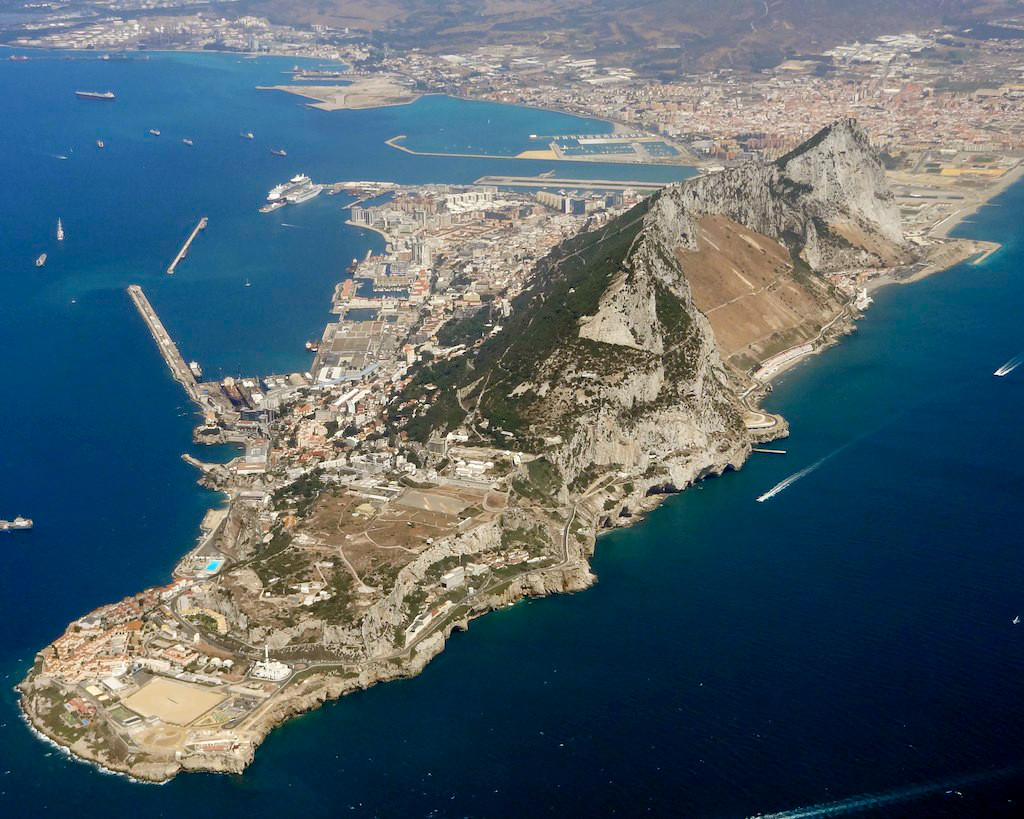
جبل طارق

جرى الاستيلاء على جبل طارق في عام 1704 من قبل قوة يقودها الأدميرال السير جورج روك الذي يمثل التحالف الكبير لصالح الأرشيدوق(الدوق) تشارلز، المُطالب بالعرش الإسباني. بعد المعركة قرر معظم السكان تقريبًا أن يهاجروا. فشلت محاولات الإسبانيين بإعادة الاستيلاء على الإقليم في الحصار الثاني عشر وجرى التنازل عنها في النهاية لصالح بريطانيا العظمى من قبل إسبانيا من خلال معاهدة أوترخت في عام 1713 باعتبارها جزءًا من تسوية حرب الخلافة الإسبانية. في تلك المعاهدة تنازلت إسبانيا لبريطانيا العظمى عن «كامل ملكية مدينة وقلعة جبل طارق، إلى جانب الميناء والحصون والقلاع التي تنتمي إليها.. إلى الأبد، دون أي استثناءات أو عوائق على الإطلاق».
إذا رغب التاج البريطاني بالتخلي عن جبل طارق، فإن هناك جملة مفادها أن الإقليم يجب أن يُعرض أولًا على إسبانيا، «وإذا بدا فيما بعد أن تاج بريطانيا العظمى سيبيع أو يمنح ملكية المدينة التي تحمل اسم جبل طارق، فمن المتفق والمخلص إليه أنه من المفضل أن تجري عملية البيع دائمًا مع التاج الإسباني قبل أي أحد آخر».
علاوة على ذلك، تنص المعاهدة على أن «تُمنح الملكية المذكورة أعلاه إلى بريطانيا العظمى دون أي ولاية قضائية إقليمية، ودون أي اتصال مفتوح عن طريق البر مع الأراضي حولها» (على الرغم من وجود نزاع حول فيما إذا كان ذلك ينفي الولاية الإقليمية على جبل طارق، أم على الأرض حولها) وأنه لا يمكن إجراء تجارة برية بين جبل طارق وإسبانيا، باستثناء حالات الطوارئ في الحالة التي لا يمكن فيها إعادة تموينها عبر البحر. تجادل الحكومة البريطانية وحكومة جبل طارق اليوم أن عضوية كل من إسبانيا وجبل طارق في الاتحاد الأوروبي –ضُمنت جبل طارق على أنها إقليم ولاية بعضوية خاصة عندما انضمت بريطانيا إلى الاتحاد الأوروبي في عام 1973، وانضمت إسبانيا إلى الاتحاد الأوروبي في عام 1986- تخلف قيودًا إذ أن الاتحاد الأوروبي ملتزم بتسهيل حرية الحركة للسلع والخدمات.

## المواقف المتغيرة
يبين تقرير الأمم المتحدة لشهر فبراير عام 2016 اختلاف وجهات النظر للأحزاب المختلفة فيما يتعلق بجبل طارق الذي تعتبره الأمم المتحدة إقليمًا لا يتمتع بالحكم الذاتي تديره المملكة المتحدة لبريطانيا العظمى وأيرلندا الشمالية.
حصل جبل طارق على الأمر الدستوري لجبل طارق لعام 2006 من قبل بريطانيا التي أسست شكلًا من أشكال الحكومة يكون بموجبه حاكم جبل طارق مسؤولًا عن إدارة العلاقات الخارجية والدفاع والأمن الداخلي وبعض التعيينات في المناصب العامة، وتُمنح حكومة جبل طارق المسؤولية عن جميع الأمور الأخرى. تعتقد بريطانيا أنه باعتبار جبل طارق إقليمًا مستقلًا، معترف به من قبل الأمم المتحدة، فإنه يتمتع بالحقوق الفردية والجماعية المحددة في دستور عام 2006 وحق تقرير المصير. تعارض إسبانيا مشروعية الدستور وتدعي أن ذلك لا يغير وضع جبل طارق بأنه مستعمرة تابعة لبريطانيا مع امتلاك بريطانيا فقط الحق في نقاش أمور جبل طارق على الساحة الدولية.
تجمع الحكومة الإقليمية لجبل طارق -استنادًا إلى القانون في دستور عام 2006- ضرائبها الخاصة وميزانيات تكاليفها ونفقاتها الرأسمالية، بحد أعلى 28% لمعدل الضرائب الشخصية و10% لضريبة الشركات. تشير إسبانيا إلى أن المفوضية الأوروبية تحقق في النظام الضريبي لجبل طارق وأن إسبانيا تعتبر جبل طارق ملاذًا ضريبيًا لها. تعتقد بريطانيا أن جبل طارق تحقق جميع شروط الاتحاد الأوروبي فيما يتعلق بقضايا غسيل الأموال، وفرض الضرائب المباشر والرقابة المالية.
تمتلك جبل طارق نظام قانون مالي واتفاقيات مكافحة تهرب ضريبي بما في ذلك تبادل المعلومات الضريبية مع 79 بلد من ضمنها جميع دول الاتحاد الأوروبي، ما عدا إسبانيا التي لم تستجب. طلبت بريطانيا من جبل طارق أن يخضع لتقييم الاتحاد الأوروبي لضوابط غسيل الأموال. تشير إسبانيا إلى أنه قد جرى التنويه إلى جرائم مكافحة تهريب التبغ وغسيل الأموال في جبل طارق في تقرير الأمم المتحدة لمكافحة الغش عام 2014.
يخضع عبور الحدود الفاصلة بين جبل طارق وإسبانيا لعمليات التفتيش. تشدد إسبانيا على أن عمليات التفتيش ليست ذات دوافع سياسية، لكنها ضرورية للتأكيد على ضمان التقيد بالقوانين الحدودية للاتحاد الأوروبي لمواجهة قضايا الإتجار غير المشروع الشائعة وتلتزم إسبانيا بتوصيات الاتحاد الأوروبي لتحسين العبور الحدودي. لا تتوافق مواقع نقاط التفتيش مع الحدود المعترف بها من قبل إسبانيا. المطار هو منطقة عسكرية حيث يُسمح للطائرات المدنية بالعمل. تدعي إسبانيا أن المطار مُحتل من قبل بريطانيا بشكل غير قانوني. تدعي بريطانيا أن سيادتها تمتد إلى منطقة المضيق حيث شُيد المطار. تطالب بريطانيا أيضًا بحدود المياه الإقليمية لثلاثة أميال حول جبل طارق بينما تطالب إسبانيا بالحقوق البحرية لجميع المناطق ما عدا الموانئ داخل جبل طارق. تؤخذ مطالب بريطانيا بتوغلات الزوارق الإسبانية داخل المياه الإقليمية لجبل طارق بعين الاعتبار من قبل إسبانيا إذ توضح النشاط الروتيني للسفن الإسبانية في مياهها.
في عام 2004، بدأ منتدى ثلاثي للحوار بمشاركة إسبانيا وبريطانيا وجبل طارق. انتهت المناقشات في عام 2010 وطلبت كل من بريطانيا وجبل طارق متابعتها منذ عام 2012 حتى عام 2014. وأعربت إسبانيا عن موقف مفاده بأن المنتدى لم يعد موجودًا وأنه يجب فقط أن تجري المناقشات المخصصة للقضايا المحلية مع تضمين ريف جبل طارق أيضًا فيها.
في عام 2015، أعادت بريطانيا التأكيد على مطالبتها بالسيادة، إذ أن جبل طارق يمتلك حق تقرير مصيره المنصوص عليه في دستور عام 2006، وعلى أن بريطانيا لن تدخل أي مناقشات تخص السيادة إلا في حال موافقة جبل طارق، إضافة إلى تأكيدها أن بريطانيا لطالما كانت ملتزمة بحماية جبل طارق وشعبه واقتصاده. طالبت بريطانيا بالسيادة على الأراضي الممتدة عبر البحر إلى حد ثلاثة أميال أو على خط الوسط بموجب اتفاقية الأمم المتحدة الخاصة بقانون البحار. يجب أن تشمل أي مناقشة على جبل طارق ذلك لأن دستورهم يمنحهم صلاحيات وحيدة على مجموعة من القضايا فقط.
قال جبل طارق إنه بقي المستعمرة الوحيدة في أوروبا فقط لأن حكومة إسبانيا أصرت على أن مبدأ حق تقرير المصير غير القابل للتغيير لا يجب أن يطبق على سكان جبل طارق، بسبب رفض إسبانيا للطلب السنوي بحذف جبل طارق من قائمة الأمم المتحدة للأقاليم التي لا تمتلك حكمًا ذاتيًا. تؤكد حكومة جبل طارق على أن استعمار جبل طارق انتهى فعليًا.